# Corpo espiritual
No cristianismo, Paulo de Tarso introduziu o conceito de corpo espiritual (grego koiné: sōma pneumatikos, corpo pneumático) no Novo Testamento (1 Coríntios 15:44), descrevendo o corpo ressuscitado como "espiritual" (pneumatikos) em contraste com o corpo "natural" (psychikos):
"Assim será com a ressurreição dos mortos. O corpo que é semeado é perecível e ressuscita imperecível; é semeado em desonra e ressuscita em glória; é semeado em fraqueza e ressuscita em poder; é semeado um corpo natural e ressuscita um corpo espiritual. Se há corpo natural, há também corpo espiritual. Assim está escrito: "O primeiro homem, Adão, tornou-se um ser vivente"; o último Adão, espírito vivificante. Não foi o espiritual que veio antes, mas o natural; depois dele, o espiritual. O primeiro homem era do pó da terra; o segundo homem, do céu. Os que são da terra são semelhantes ao homem terreno; os que são do céu, ao homem celestial. Assim como tivemos a imagem do homem terreno, teremos também a imagem do homem celestial."— 1 Coríntios 15:42-44, Nova Versão Internacional

## Formulação
É no contexto da Patrística, como em Hilário de Poitiers, Agostinho de Hipona e na Vulgata, que o original grego foi traduzido em latim como corpus spirituale ou spiritale (daí "corpo espiritual", com um equivalente latino de pneuma no sentido de "sopro" sendo spiritus). Foi durante esse momento que o conceito paulino se atrelou também à doutrina da ressurreição de Cristo, em que alguns Padres da Igreja afirmavam que ocorrera a transformação do corpo animal de Cristo em corpo espiritual. Pneuma (em grego clássico: πνεῦμα) foi utilizada para traduzir o equivalente hebraico ruach na Septuaginta (versão grega do Velho Testamento, séculos III a I a.C.) em 75% dos casos, enquanto psychê foi utilizada em 90% dos casos para traduzir o hebraico nefesh, este último sendo para os hebreus um conceito de alma que é muito atrelado ao corpo e aos desejos.
Paulo de Tarso compartilha com Fílon de Alexandria e Flávio Josefo a tricotomia de pneuma, psique e soma, que foi provavelmente o desenvolvimento judaico-helenístico da tricotomia equivalente platônica de intelecto/mente (nous), alma (psique) e corpo (soma). Esses três autores judaicos citam a tríade pneuma-psique-soma em referência explícita à passagem de Gênesis 2.7, o que indica que essa era uma interpretação judaica comum corrente no século I, não sendo necessária à tríade uma origem protognóstica.
Fílon de Alexandria (15 a.C.–50 d.C.) reunira o pensamento grego e judaico, em que pneuma infunde o corpo, é o "princípio diretor" que evidencia a razão e produz a fala, e que também se associa à inspiração divina e ao conhecimento de Deus. Havia a ocorrência clássica de pneuma desde Homero, em que se relacionava ao vento ou respiração. No entanto, com Aristóteles o conceito de pneuma será reformulado para se referir não ao ar, mas a uma substância que gera vida e que é intermediária entre corpo físico (soma) e alma (psyche); esse contexto filosófico de pneuma foi seguido pelos estoicos e platonistas. Estes últimos elaboraram no neoplatonismo o conceito de um "veículo pneumático" (πνευματικὸν ὄχημα) ou "veste pneumática" (πνευματικὸς χιτών) como um corpo sutil, na teoria do "veículo da alma" ou de um corpo mais espiritualizado. Para tais filósofos, porém, a psique era um termo superior, incorpóreo e ligado ao intelecto, quando comparado à pneuma. Já para Fílon, a pneuma por vezes equivalia à parte superior da psique, sendo intercambiada com termos quase sinônimos como mente/intelecto (nous) e psique lógica (logikê psyche); mas a pneuma era superior ainda a nous, pois este era o receptáculo do Sopro/Espírito (pneuma) de Deus e pneuma era a sua substância. Também em Fílon, encontra-se a afirmação de que o primeiro ser humano "é feito em semelhança Dele que envia o pneuma", e o sopro do pneuma é uma característica distintiva do homem celeste como Imagem de Deus, que ele contrasta ao "homem terreno" ou ao "primeiro ser humano" moldado do barro, antes de ser insuflado.
Em Paulo, o primeiro ser humano é identificado como "psique vivente" (psychen zôsan), pertencente à esfera do "psíquico" e ao "terreno", enquanto o "segundo ser humano" é identificado como "pneuma vivificante" (pneuma zôopoion), pertencente ao "pneumático" e caracterizado como "celeste". Com a antropologia cristã, há uma transição do foco sobre nous para sobre a pneuma, ou de intelecto para espírito: enquanto para os filósofos gregos o nous devesse ser desenvolvido intelectualmente e era acessível apenas a poucos da humanidade, para Paulo a conexão com pneuma é presente a todos como graça. Ocorre uma restauração da pneuma e todo cristão participa do nous do Cristo e do homem celestial para efetuar essa transformação. Por fim, torna-se "pneumático".
É possível que o termo "corpo pneumático" (σώμα πνευματικών) já fosse existente entre os estoicos e que Paulo de Tarso o tivesse empregado a partir de ocorrências já anteriores em grego; em mais de uma passagem Paulo faz uso de outras ideias platônicas e estoicas. Orígenes utilizaria do conceito de veículo da alma platônico junto ao ensinamento paulino de corpo espiritual. O bispo cristão e platonista Sinésio de Cirene elaboraria a doutrina neoplatônica de pneuma em conexão à ressurreição de Cristo, e há uma hipótese de que a doutrina da ressurreição do corpus spiritale e do pós-morte em Agostinho foi influenciada pelo conceito de pneuma em Porfírio.
O ensino cristão tradicionalmente interpreta Paulo comparando um corpo ressurreto com um corpo mortal, dizendo que será um tipo diferente de corpo; um "corpo espiritual", significando um corpo imortal, ou corpo incorruptível (15:53-54). Também se relaciona ao corpo glorificado.